# 希尔韦托·卡里略
希尔韦托·卡里略（西班牙語：Gilberto Carrillo，1951年8月16日—1996年），生于马坦萨斯，古巴男子拳击运动员。他曾代表古巴参加1972年夏季奥林匹克运动会拳击比赛，获得一枚银牌。